# Freedesktop.org

Freedesktop.org houses some of the core programs of the free software desktop

freedesktop.org (fd.o) es un proyecto que trabaja por la interoperabilidad y la compartición de la tecnología base de los entornos de escritorio para X Window System (X11), tanto en GNU/Linux como en otros sistemas operativos Unix. Fue fundado por Havoc Pennington en marzo de 2000.
La organización está enfocada al usuario. Hay muchos entornos de desarrollo para X11, lo cual no parece que vaya a cambiar. La organización procura que las diferencias entre entornos de desarrollo no sean visibles para el usuario.
Los dos escritorios de software libre más usados, GNOME y KDE, trabajan estrechamente en el proyecto.

## Objetivos
El objetivo del proyecto no es establecer estándares formales, sino pretender mejorar los problemas de interoperabilidad entre escritorios.
1. Reunir las especificaciones, estándares y documentos existentes sobre la interoperabilidad entre escritorios X y dejarlas disponibles en un lugar único de referencia.
2. Promover el desarrollo de nuevas especificaciones y estándares para compartir entre los múltiples escritorios X.
3. Integrar estándares específicos de cada escritorio en estándares más amplios, como Linux Standard Base e ICCCM.
4. Trabajar en la implementación de esos estándares en escritorios específicos.
5. Servir como foro neutral para compartir ideas sobre la tecnología X.
6. Implementar tecnologías que avancen en la interoperabilidad entre escritorios y en el desarrollo en general.
7. Promover los escritorios X y sus estándares.
8. Comunicarse con los desarrolladores de sistemas operativos, el sistema de ventanas X y gestionar los problemas relacionados con el escritorio.
9. Proveer características CVS, hospedaje web, listas de correo y otros recursos a proyectos de software libre que trabajen haciendo los objetivos expuestos.

## Proyectos hospedados
fd.o proporciona hospedaje para un cierto número de proyectos relevantes en  . Entre ellos, se pueden destacar:
- X.Org Server: la implementación "referencia" de X11. La actual versión es un fork de XFree86 antes de que este cambiara su licencia.
- Xserver, una nueva implementación de servidor X no basada en XFree86..
- D-BUS, un sistema de mensajería semejante al DCOP de KDE o al Bonobo de GNOME.
- Drag-and-drop.
- Hardware Abstraction Layer, una capa de abstracción para el desarrollo en distintos sistemas operativos.
- The Render extension, para la creación de texto y gráficos con antialising.
- fontconfig, una biblioteca para el tratamiento de fuentes.
- Xft, fuentes que utilizan la biblioteca FreeType.
- RandR: facilita la rotación, redimensionado y actualización del refresco de pantalla.
- Cairo, una biblioteca de gráficos vectoriales con salida multidispositivo.
- Direct Rendering Infrastructure, o DRI, una interfaz basada en X Window para permitir un acceso seguro al hardware de vídeo de forma directa.
- GStreamer, es un framework multimedia multiplataforma.
- Mesa 3D, una implementación de OpenGL.
- XCB, un sustituto de Xlib.
- GTK-QT engine : un motor GTK+2 que emplea Qt para dibujar objetos, obteniendo el mismo aspecto que KDE a través de GTK.
- Multimedia synchronization.
- Modularization, Autotool conversion.
- Documentación y traducciones.